# Anapus kirschbaumi
Anapus kirschbaumi är en insektsart som beskrevs av Carl Stål 1858. Anapus kirschbaumi ingår i släktet Anapus och familjen ängsskinnbaggar. Inga underarter finns listade i Catalogue of Life.